# William Homan Thorpe
Pour les articles homonymes, voir Thorpe.
William Homan Thorpe est un zoologiste britannique, né le 1er avril 1902 et mort le 7 avril 1986.

## Biographie
Il enseigne l’éthologie animale à l’université de Cambridge. Avec Nikolaas Tinbergen (1907-1988), Patrick Bateson (1938-) et Robert Hinde (1923-), il contribue au développement et à la popularisation de la biologie du comportement en Grande-Bretagne.
Dans les années 1940, il utilise un spectrographe sonore pour analyser le chant des oiseaux. Il devient membre de la Royal Society en 1951. Il est le conférencier des conférences Gifford de 1969 à 1971.

### Liste partielle des publications
- Learning and Instinct in Animals (1956) Methuen, London  (ISBN 0-416-57920-5)
- Biology,psychology,and belief (Arthur Stanley Eddington memorial lectures) (1960)
- Bird-Song. The biology of vocal communication and expression in birds, University Press, Cambridge 1961, (Cambridge monographs in experimental biology; Vol. 12)
- Biology and Nature of Man (Riddell Memorial Lecture) (1962)
- Duetting and antiphonal song in birds. Its extent and significance, Brill, Leiden 1972,  (ISBN 90-04-03432-3) (Behaviour / Supplements; Vol. 18)
- Quakers and Humanists (Swarthmore Lectures) (1968)
- Animal Nature and Human Nature (1975)
- Science, Man and Morals. Based upon the Freemantle lectures, delivered in Balliol College, Oxford, Trinity term 1963, Greenwood, Westport, Conn. 1976,  (ISBN 0-8371-8143-7)
- Purpose in a World of Chance: A Biologist's View (1978)
- The origins and rise of ethology. The science of the natural behaviour of animals, Heinemann, London 1979,  (ISBN 0-435-62441-5)

### Orientation bibliographique
- Joan Hall-Craggs (1987). William Homan Thorpe 1902-1986, The Ibis, 129 (2) : 564-569.

### Source
- Traduction de l'article de langue anglaise de Wikipédia (version du 3 novembre 2006).

- Metzmacher, M. 2016. L'apprentissage du chant chez le Pinson des arbres (Fringilla coelebs) : une réévaluation des conclusions de Thorpe Alauda, 84 : 237-239.